# Jens Pulver
Jens Johnnie Pulver, född 6 december 1974, är en amerikansk före detta kampsportare inom Mixed martial arts.
Pulver är mest känd för sin oväntade vinst mot B.J. Penn, då han försvarade sin titel mot Penn som dittills varit obesegrad.